# Il Trio Mutanda
Il Trio Mutanda (La Vie en slip) è una serie televisiva animata franco-belga del 2022, creata da Steve Baker.
Ispirata all'omonimo fumetto creato da Steve Baker nel 2006, la serie è stata trasmessa per la prima volta in Francia su Canal+ Kids dal 29 agosto 2022. In Italia viene trasmessa su Boing dall'11 aprile 2023.

## Trama
La serie ambientata nella fittizia città di Bamboche durante le vacanze estive, prima dell’inizio delle scuole medie, segue la storia di tre undicenni: Jean-Paul Farte (Jipe), Pedro Spinouza e Issa Delouze. I tre vogliono apparire più cool agli occhi dei loro coetanei e per farlo hanno moltissime idee esilaranti.

## Episodi
| Stagione       | Episodi | Prima TV Francia | Prima TV Italia |
| -------------- | ------- | ---------------- | --------------- |
| Prima stagione | 52      | 2022             | 2023            |

## Personaggi e doppiatori
- Jean-Paul "Jipe" Farte, voce originale di Antoine Schoumsky, italiana di Lorenzo Crisci.
- Pedro Spinouza, voce originale di Emmanuel Garijo, italiana di Davide Marchese.
- Issa Delouze, voce originale di Tom Hudson, italiana di Tito Marteddu.
- Simone, voce originale di Dorothée Pousseo.
- Wagner, voce originale di Jhon Rachid, italiana di Gabriele Patriarca.
- Zoé, voce originale di Claire Baradat, italiana di Veronica Cuscusa.
- MC Posey, voce originale di Kamini, italiana di Alberto Angrisano.